# Indolestes aruanus
Indolestes aruanus är en trollsländeart som först beskrevs av Maurits Anne Lieftinck 1951.  Indolestes aruanus ingår i släktet Indolestes och familjen glansflicksländor. Inga underarter finns listade i Catalogue of Life.